# Městské opevnění (Vysoké Mýto)
Městské opevnění ve Vysokém Mýtě je jedním z nejlépe zachovalých a ucelených středověkých opevnění českých měst.

## Historický vývoj
Pás hradeb budovaný od poloviny sedmdesátých let 13. století obíhal kolem čtvercového půdorysu města. Vzorem k budování vysokomýtských hradeb byl fortifikační systém města Kolína.

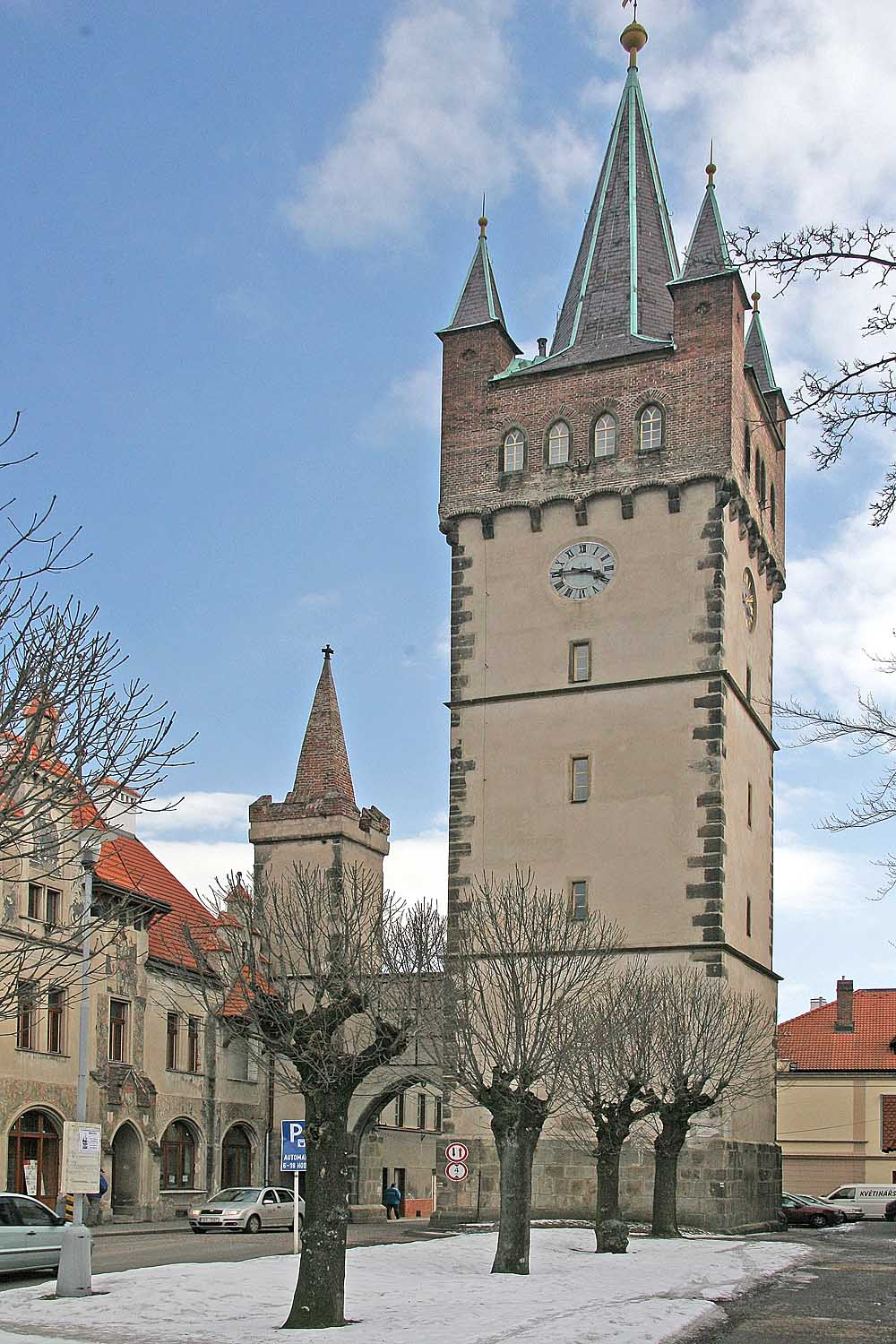
Pražská brána

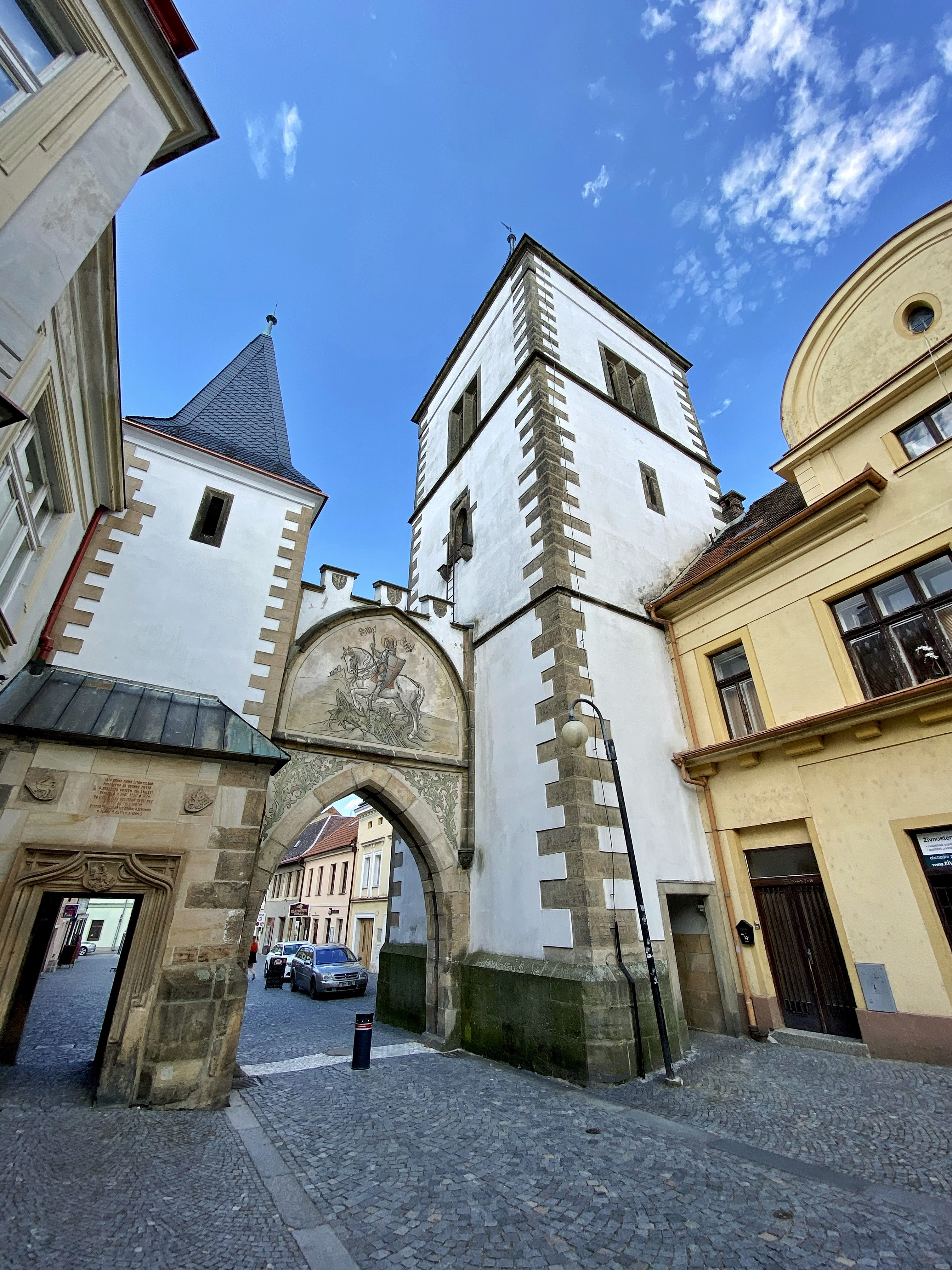
Litomyšlská brána

Zakladatelem města byl král Přemysl Otakar II. Město budoval jako město opevněné. Svými privilegii osvobodil měšťany na tři roky od placení úroků a berní do královské komory včetně placení cel v celém království za to, že město během té doby opevní silnými hradbami s parkány. Z nejstarších hradeb přemyslovského období před rokem 1265 se zachovaly tři brány s průjezdy, z opevnění z první poloviny 14. století se zachovala souvislá část hradeb na jihovýchodní, východní a severní straně města včetně tří bran.
Definitivní hradební opevnění bylo vybudováno až ve druhé čtvrtině 14. století.
V roce 1602 císař Rudolf II. povolil městu ročně pořádání tří dobytčích trhů, z jejichž výnosu se hradby opravovaly; oprava proběhla např. v letech 1617–1618. Do roku 1844 se opevnění zachovalo zcela neporušené.

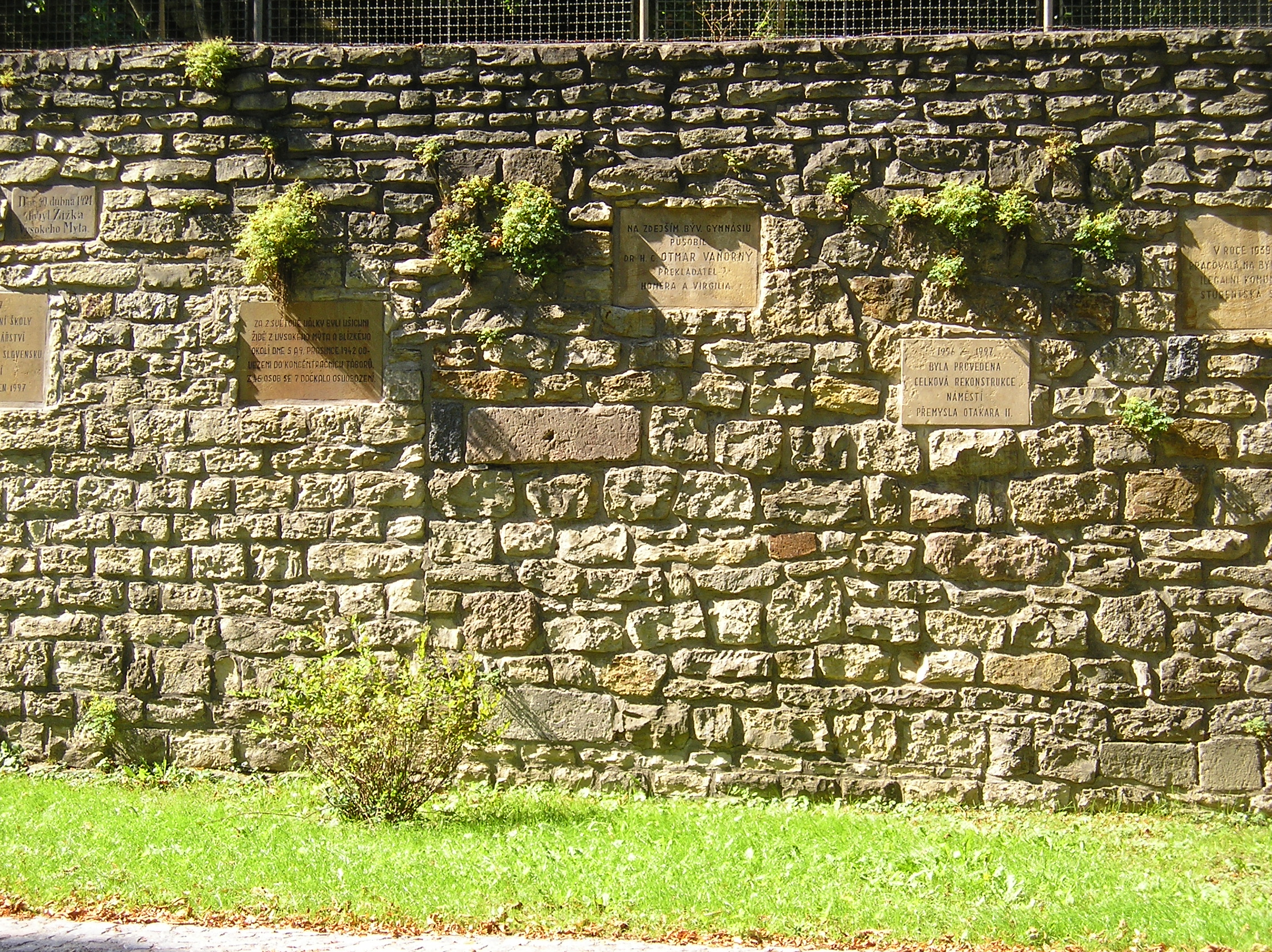
Hradby s nápisy na kamenných deskách

Vysokomýtští obrozenci v 19. století o systém hradeb velmi dbali. Díky jejich péči původní zachované hradby obkružují zhruba polovinu historického jádra města. Navíc do části hradeb (na bývalém choceňském parkánu, tj. v dnešních Jungmannových sadech) jsou od obrozenských dob do hradeb vsazovány pamětní tabule připomínající významné události života města.

## Popis
Opevnění bylo vybudované z opuky a tvořila ho hlavní hradební zeď s cimbuřím vysoká deset metrů a tlustá dva metry. V nepravidelných rozestupech ji zesilovaly poloválcové, dovnitř otevřenými věže převyšující hradbu o 3–4 metry. V odstupu asi deseti metrů vedla nižší parkánová zeď, před kterou byl hluboký obezděný příkop s valem. Na severní straně fortifikační soustavu doplňoval Mlýnský potok a řeka Loučná, na východní straně Knířovský potok.
Do města vedly tři brány a na severní straně fortna. Dosud jsou zachovány bašta klášterská, vodárenská věž a brány Choceňská (zvané Karaska), Litomyšlská, Pražská (zvaná Vratislavská s kamennou deskou o historii města a zbytcích hradeb) sestávající ze dvou věží (jedné menší, druhé mohutnější) spojených v patře nad branou hradebním ochozem.
Z vlastních zdí hradeb je zachovaná část na severní straně od vodárenské věže. U klášterní bašty je zachován hrotitý vchod.

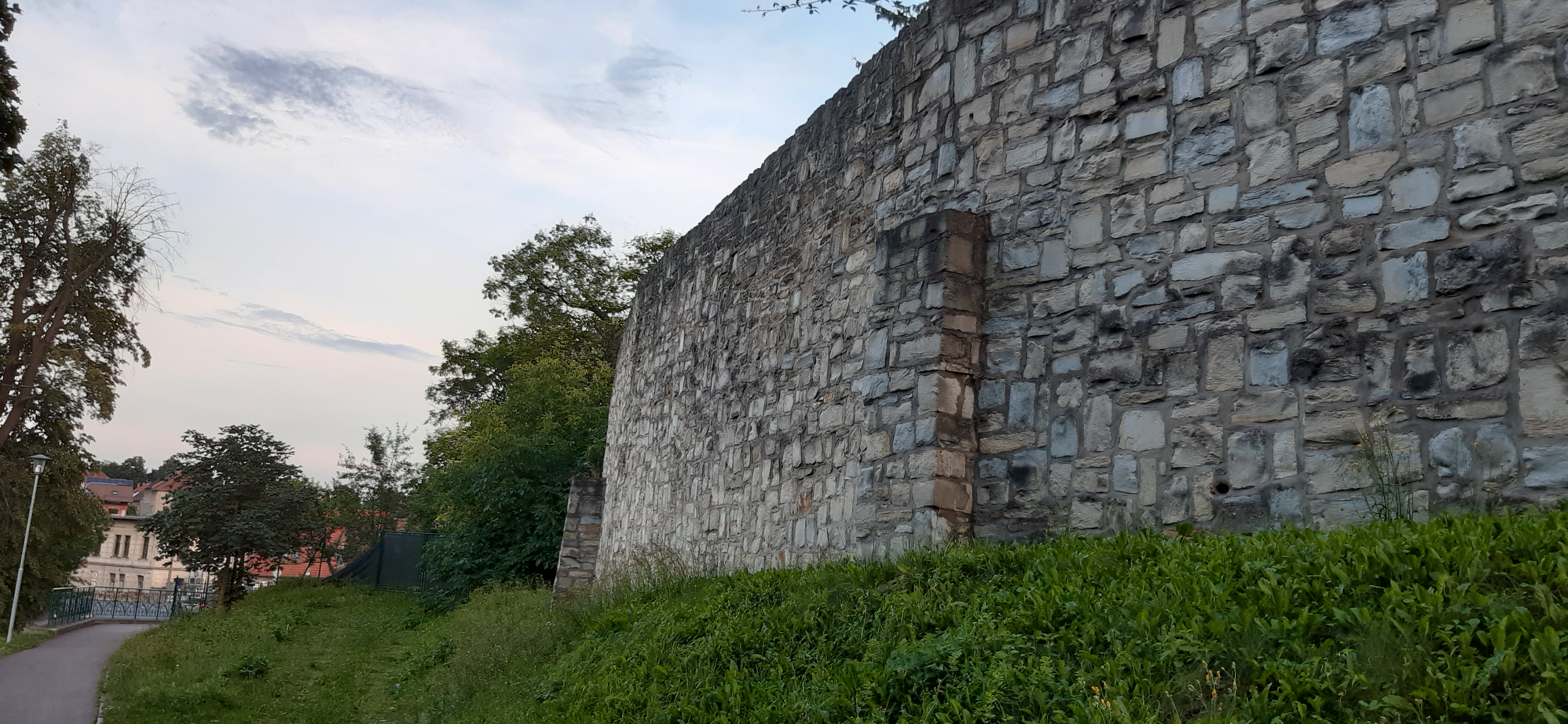
Hradby

Vyšší zachovaná hradba byla vybudována z lomového kamene s pilíři. V hradbě pod baštou se zachovaly tři otvory pro střílny a tři opěráky. Dále hradba pokračuje až do průchodu do města do místa, kde dříve bývala fortna. Zde končí rekonstruovaná část, dále je hradba pobořená a od vodárenské věže k Pražské bráně jsou zachované různě vysoké hradby z lomového kamene vyspravené cihlami, které tvoří zdi domů a ohrazení zahrádek.

## Památková hodnota
Hradby jsou dokladem stavebního vývoje města a technické vyspělosti řemesel té doby. Zachovány jsou nesouvislé pozůstatky středověkého hradebního okruhu. Parkán je dnes většinou přeměněn na zahrádky, parkánová zeď tvoří dnes spíše jejich terasy.